# Herophydrus tribolus
Herophydrus tribolus är en skalbaggsart som beskrevs av Guignot 1953. Herophydrus tribolus ingår i släktet Herophydrus och familjen dykare. Inga underarter finns listade i Catalogue of Life.